# Hymenophyllaceae

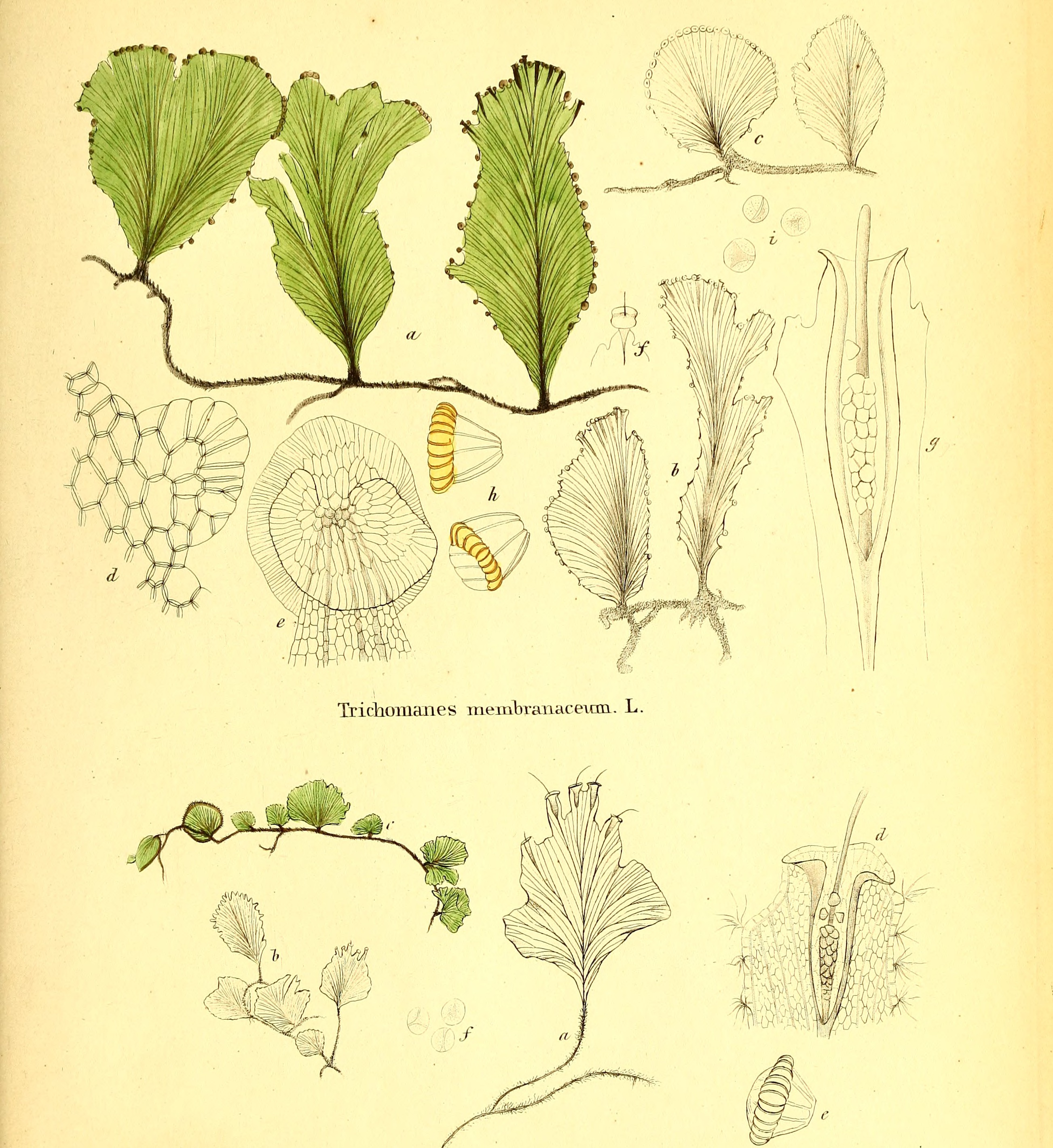
Ilustração botânica de Trichomanes membranaceum da obra Die Farrnkräuter in kolorirten Abbildungen naturgetreu Erläutert und Beschrieben, 1840

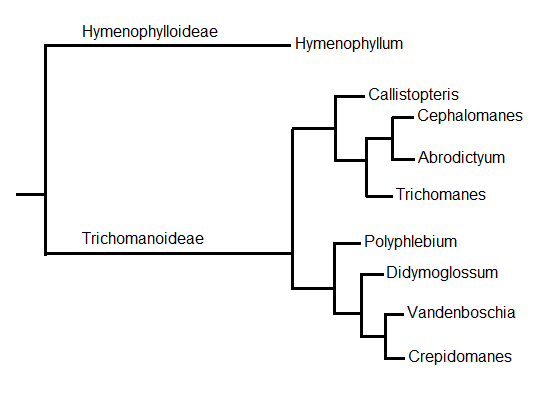
Cladograma baseado na análise filogenética mais recente dos clados Hymenophylloideae e Trichomanoideae.

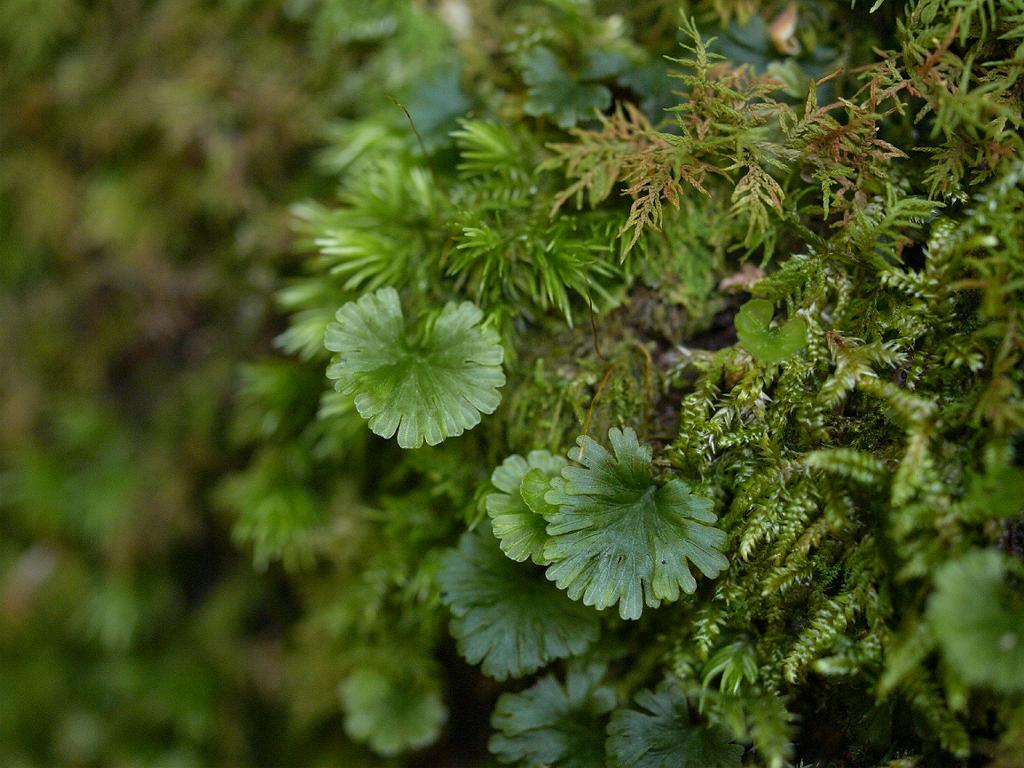
Crepidomanes minutum

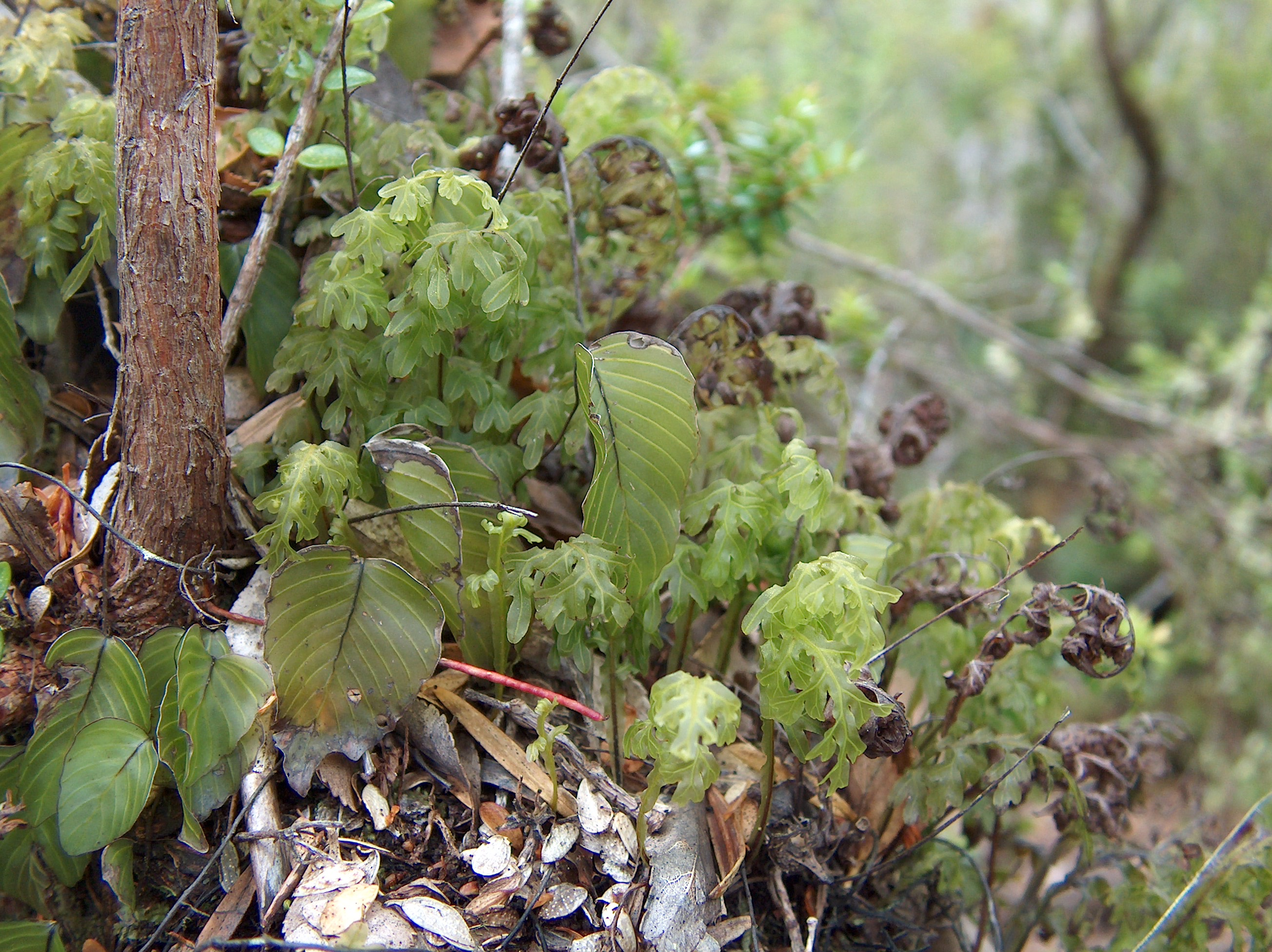
Hymenophyllum cruentum e Hymenophyllum caudiculatum da ilha Chiloe.

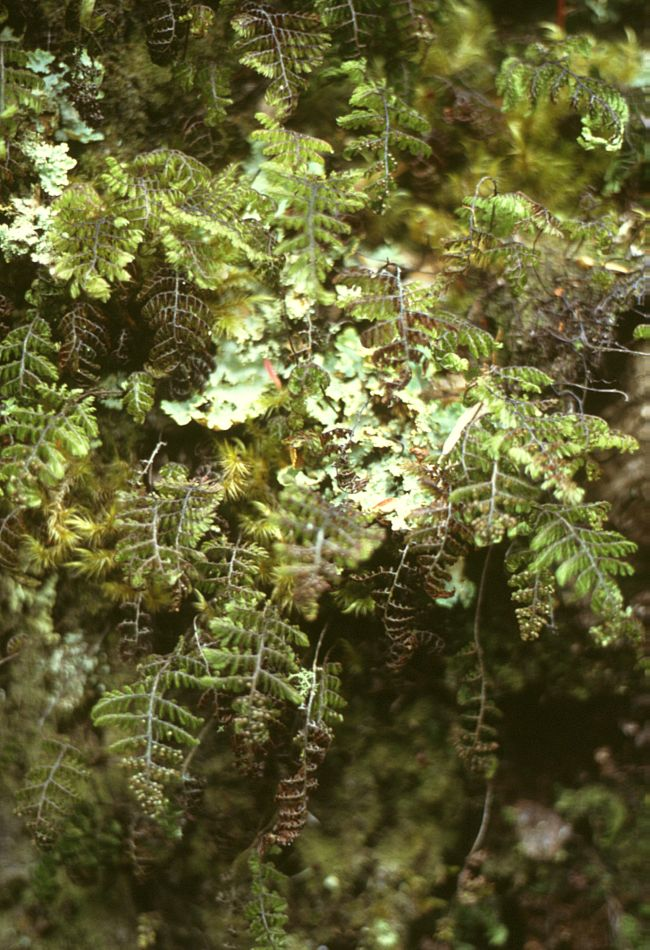
Hymenophyllum dentatum

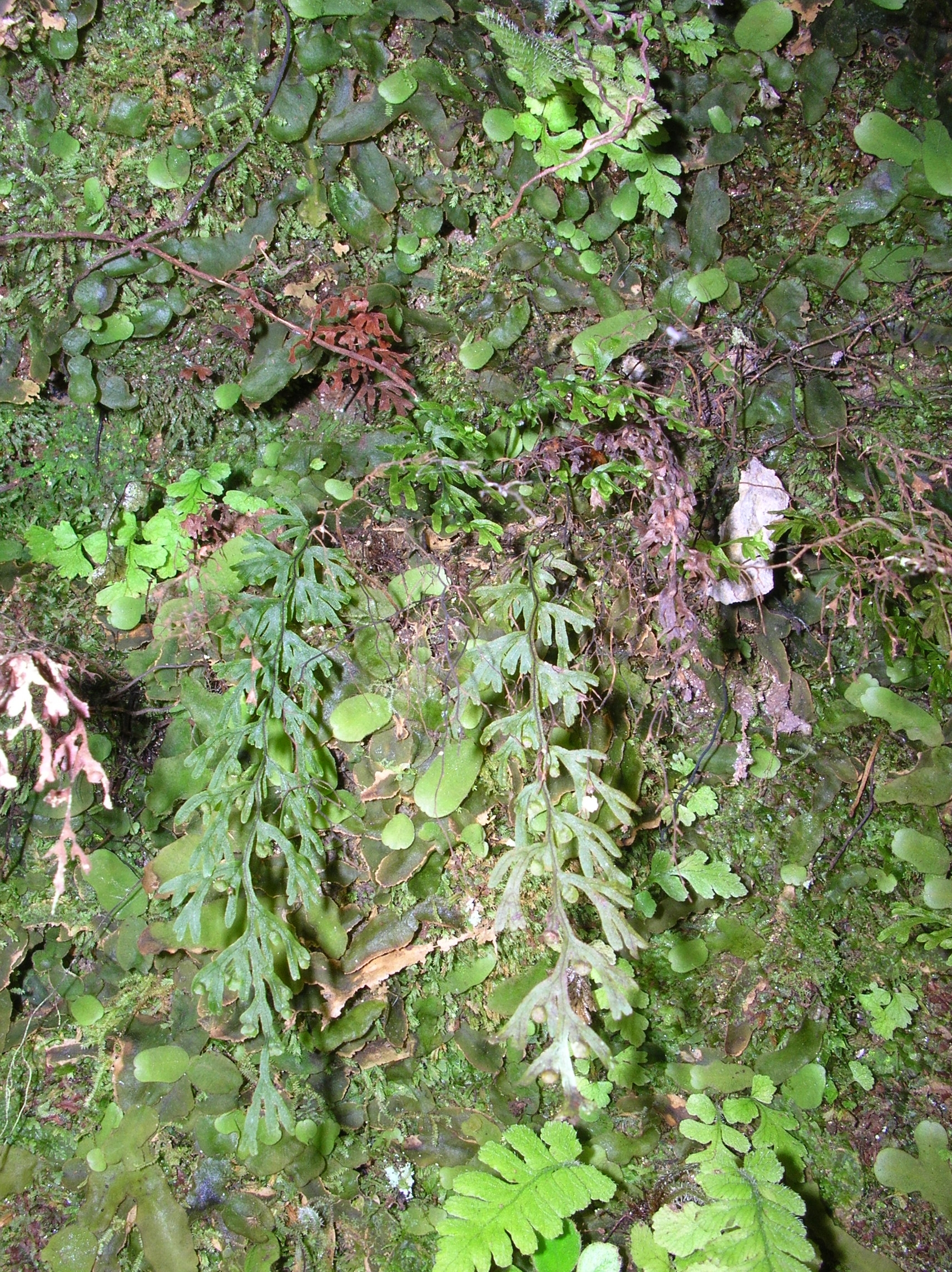
Hymenophyllum recurvum

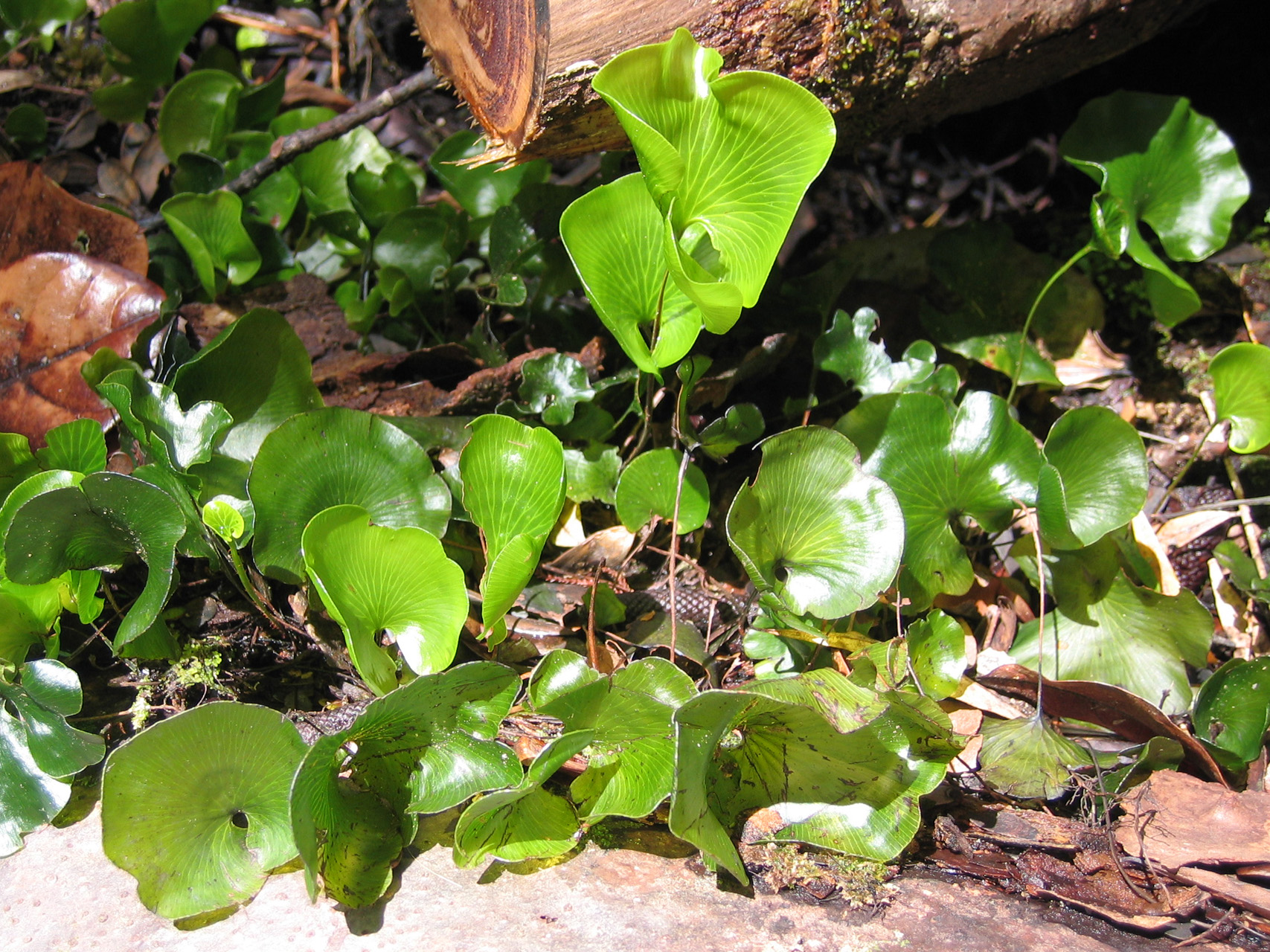
Trichomanes reniforme

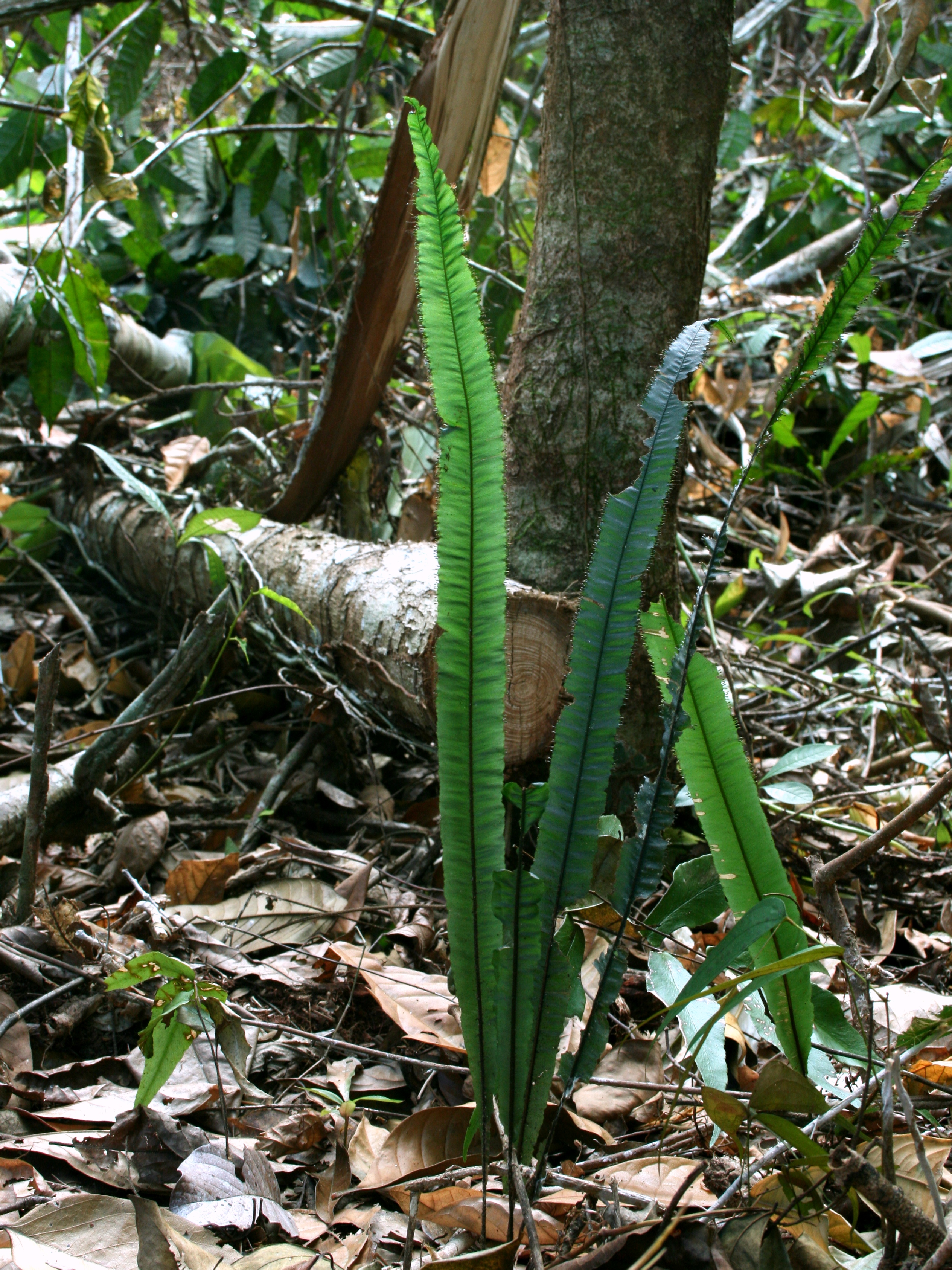
Trichomanes vittaria

Hymenophyllaceae (do grego: ὑμήν, humēn, membrana; e φύλλον, phullon, folha), os fetos membranosos, é uma família de plantas da ordem monotípica Hymenophyllales que agrupa 9 géneros (o número varia dependendo do sistema de classificação) e cerca de 650 espécies descritas. Constitui o maior grupo basal de fetos leptosporangiados da classe Polypodiopsida, apresentando distribuição subcosmopolita nas regiões tropicais e subtropicais, mas com habitat geralmente limitado a locais muito húmidos ou a locais onde são molhados por salpicos de cascatas ou nascentes. São maioritariamente plantas epífitas ou hemiepífitas, embora existam muitas espécies rupícolas ou terrícolas. Recentes análises do registo fóssil mostram que os membros da família Hymenophyllaceae existem pelo menos desde o Triássico Superior.

## Descrição

### Morfologia
A família Hymenophyllaceae integra plantas herbáceass perenes predominando as espécies com formas de vida epifítica, utilizando troncos vivos e em decomposição como principal substrato. As plantas individuais podem persistir durante muitos anos.
Estas plantas ocorrem frequentemente como aglomerados verde-escuros, ou mesmo pretos, e podem ser confundidos com um musgo robusto ou com uma hepática. Os rizomas são geralmente finos, tenros, rastejantes ou parcialmente erectos, apresentando um protostelo.
As frondes, enroladas quando jovens em têm vernação circinada baculiforme, são membranáceas (daí o nome de fetos membranosos). Na maioria das espécies, a lâmina foliar, para além do tecido vascular das nervuras da fronde, tem uma única célula de espessura e a cutícula é também muito reduzida ou ausente. Em resultado dessa exposição constante ao ar devido à lâmina foliar ter apenas uma camada de células de espessura, os fetos membranosos são muito suscetíveis à dessecação quando não exista um abastecimento de água constante. As frondes ocasionalmente têm tricomas, mas as escamas geralmente não estão presentes. As frondes são variadamente pinadas com um único fio (nervo) de tecido vascular. 
As plantas da família Hymenophyllaceae possuem um caule rizomatoso sem escamas, o qual cresce horizontalmente – podendo ser delgados e rastejantes, ou robustos e eretos. O mesmo é protostélico, ou seja, possui um cilindro totalmente preenchido por tecido vascular. As frondes são extremamente finas, geralmente com apenas uma célula de espessura, sem estômatos, com cutícula ausente ou reduzida, escamas laminadas geralmente ausentes e tricomas às vezes presentes. As folhas são flabeladas ou lineares, podendo ser até mais de três vezes decomposta, com venação dicotómica.
Outra caraterística típica é a posição dos esporângios, sempre localizados na margem da folha (marginal), e não na parte inferior ou superior da folha como na maioria das outras pteridófitas. Assim, 
os soros, sempre marginais, nascem apenas nas margens das folhas, alinhados com a extremidade das nervuras. Com receptáculo alongado, são protegidos por indúsios verdadeiros, cónicos, bivalvados ou tubulares. Dentro dos soros, os esporângios são basípetos com deiscência ininterrupta, e possuem um anel (característico das leptosporangiadas) oblíquo. Amadurecem começando no ápice do soro e progredindo até à base. Têm um annulus contínuo e oblíquo e libertam esporos triletes redondos, globosos e verdes.
Os protalos são sempre em forma de fita e de camada única, em muitas espécies até estruturas ramificadas semelhantes a fios que lembram o protonema dos musgos. Este é outro aspeto em que os fetos membranosos diferem dos outros fetos.
Os gametófitos são filamentosos ou similares a fitas. Em muitas espécies, o gametófito tem um tempo de vida prolongado e independente e pode reproduzir-se assexuadamente por fragmentação ou libertando gemas. O modelo de reprodução é, geralmente, por fragmentação ou gemas.
O número cromossómico básico pode ser x = 11, 12, 18, 28, 32, 33, 34 ou 36.

### Ciclo de vida
O ciclo reprodutivo da família Hymenophyllaceae é o mesmo de todas as leptosporangiadas, com homosporia (ou seja, os gametas se diferenciam somente no gametófito). Um ciclo de vida diplobionte, no qual o esporófito é maior. O esporófito (2n) lança os esporos pela quebra dos estômios do esporângio – tal “quebra” é induzida pela perda d’água, contraindo o anel (o annulus) que envolve o esporângio. O desenvolvimento do esporo gera um gametófito (n) hermafrodita, responsável pela produção de gametas masculinos no anterídio e femininos no arquegônio. A fecundação dá origem a um zigoto (2n), cujo desenvolvimento resulta em um esporófito adulto.
A reprodução vegetativa também é bem comum, com ramos foliares brotando em diversos pontos do rizoma, conforme o mesmo se desenvolve.

### Distribuição e habitat
A grande maioria das espécies ocorre em florestas tropicais húmidas, mas algumas também ocorrem em florestas temperadas (particularmente na Nova Zelândia, com 25 espécies) e em regiões florestais ligeiramente mais secas. Crescem de forma terrestre e saxícola, mas a maioria é epífita.
Na Europa as ocorrências estão restritas às margens do Oceano Atlântico e às regiões insulares, nomeadamente nos Açores (onde são componentes importantes das florestas de nuvens), Irlanda e oeste da Grã-Bretanha, mas uma espécie (Hymenophyllum tunbrigense) ocorre localmente a leste do Luxemburgo, outra (Hymenophyllum wilsonii) até ao oeste da Noruega, Ilhas Faroé e sul da Islândia, enquanto que na América do Norte, estão limitados (muitas vezes apenas como gametófitos) ao terço oriental húmido do continente e às florestas tropicais do Pacífico Noroeste.
Na Europa Central, existem apenas duas espécies que crescem como grandes raridades em locais relativamente húmidos com elevada precipitação. O gametófito (protalo) da espécie Vandenboschia speciosa (= Trichomanes speciosum) crescem em fendas muito pobres em luz, profundas e húmidas em rochas ácidas e siliciosas. Foi encontrado, por exemplo, nos planaltos do sul e na região do Eifel da Alemanha. As localizações no sul da Baixa Saxónia representam atualmente as ocorrências mais a nordeste do gametófito de Vandenboschia speciosa na Europa.

## Taxonomia e filogenia
A família Hymenophyllaceae foi propopsta em 1835 por Carl Friedrich Philipp von Martius na 3.ª edição da sua obra intitulada Conspectus Regni Vegetabilis Secundum Characteres Morphologicas. O género tipo é Hymenophyllum Sm..

### Taxonomia
Na classificação de base filogenética molecular de Smith et al. (de 2006), as Hymenophyllales, que contêm a única família Hymenophyllaceae, foram colocadas na classe Polypodiopsida sensu stricto (os fetos leptosporangiados). A sequência linear de Christenhusz et al. (de 2011), destinada a ser compatível com a classificação de Chase e Reveal (de 2009) que colocava todas as plantas terrestres em Equisetopsida, reclassificou os Polypodiopsida de Smith como a subclasse Polypodiidae e colocou os Hymenophyllales nessa subclasse. A circunscrição taxonómica da ordem e das suas famílias não foi alterada, e essa circunscrição e colocação em Polypodiidae foi subsequentemente seguida nas classificações de Christenhusz e Chase (de 2014) e pelo sistema PPG I (de 2016).
A divisão da família em géneros continua contestada. Tradicionalmente, apenas dois géneros de Hymenophyllaceae foram reconhecidos: (1) Hymenophyllum com invólucros bivalves, e (2) Trichomanes s.l. com invólucros tubulares. Propostas subsequentes criaram 34 géneros (Copeland 1938), 6 géneros (Morton 1968), 47 géneros (Sermolli 1977), e 8 géneros (Iwatsuki 1984). Todas estas classificações tiveram apenas uma aceitação regional limitada. Estudos recentes de filogenética molecular mostram dois clados monofiléticos distintos de tamanho bastante igual, mas estão apenas aproximadamente alinhados com os dois géneros tradicionais. Por exemplo, os subt-táxons tradicionais Trichomanes, Pleuromanes e Cardiomanes mostraram pertencer ao clado "himenofiloide".  Para refletir estas descobertas recentes Atsushi Ebihara e Kunio Iwatsuki, em 2006, reviram a taxonomia de Hymenophyllaceae para colocar todas as espécies do clado "himenofiloide" num único género Hymenophyllum, e para colocar os oito subclados "tricomanoides" claros em oito géneros correspondentes.
Esta subdivisão foi reconhecida por Smith et al. em 2006 e Christenhusz et al. em 2011, mas Christenhusz e Chase, em 2014, voltaram a combinar os clados tricomanoides em Trichomanes. A classificação PPG I de 2016 reconhece novamente os géneros segregados (e trata os dois clados como subfamílias, Hymenophylloideae e Trichomanoideae), embora os géneros segregados nem sempre sejam aceites pelas floras contemporâneas. Por exemplo, a partir de 2016, a Flora of New Zealand preferiu reconhecer Trichomanes s.l. devido à dificuldade de distinguir morfologicamente os géneros segregados.
Com base em estudos filogenéticos com análises das sequências de DNA dos cloroplastos, a relação entre os géneros é a que consta dos cladograma ao lado. O sistema PPG I considera a seguinte estrutura até ao nível de subfamília:
- Ordem Hymenophyllales A.B.Frank (1 família, 9 géneros)

- Família Hymenophyllaceae Mart (9 géneros)

- Subfamília Trichomanoideae C.Presl (8 géneros)
- Subfamília Hymenophylloideae Burnett (1 género)

Os géneros utilizados no PPG I e os subgéneros atribuídos pelo sistema de Ebihara et al. são os constantes do cladograma ao lado.

### Filogenia e evolução
Hymenophyllales é a única ordem de pteridófitos sem sequências completas, em parte devido ao tamanho do seu genoma. Por representarem um clado filogenético extremamente basal de fetos leptosporangiados já foram estabelecidas relações de parentesco com fósseis, nomeadamente através da espécie †Pekinopteris auriculata, do período Triássico.
Os dois grandes grupos irmãos da família (Hymenophylloideae e Trichomanoideae) parecem ter um passado divergente. Hymenophyllum se diversificou mais recentemente, no início do Creatáceo, o que de certa forma explicaria a maior variedade de aparatos morfológicos e hábitos ecológicos em Trichomanes (diversificado no Jurássico Médio). Reconstruíram o passado ecológico da família, consistindo em ancestrais terrestres. Nesse caso, os hábitos hemiepifíticos e epifíticos seriam derivados. Reconstruindo o paleoclima do Triássico ao Jurássico, postula-se que a Hymenophyllaceae ocupava áreas tropicais com florestas húmidas. Antes das angiospermas, havia um grande dossel para essas samambaias, cuja diversificação só foi ocorrer em demasia após a prevalência das angiospermas. Não curiosamente, essas samambaias não apresentaram nenhuma adaptação às secas, pois as próprias novas condições de existência ótimas para  plantas epifíticas - a presença de angiospermas em dosséis fechados e cada vez mais húmidos - possivelmente corroboraram para essa diversificação.
Estudos sobre o subgênero Hymenophyllum evidenciam uma possível poliploidia basal (n = 36) na origem da família, com uma subsequente aneuploidia, tendendo a ser mais intensa nos grupos mais derivados. A instabilidade no número de cromossomos das espécies deste subgênero acaba por corroborar com a hipótese. Esse estudo também infere uma possível relação direta entre os climas temperados e a aneuploidia com a instabilidade genómica, o que, se isso estiver certo, pode ajudar a elucidar o que se conhece sobre o paleoclima.

### Sistemática
A família Hymenophyllaceae é monofilética. Está dividida em dois clados maiores, os tricomanoides e os himenofiloides, que correspondem aproximadamente aos dois maiores géneros. Smith et al. (2006) resumem todos os géneros do clado "himenofiloide" ao género Hymenophyllum, uma vez que os géneros clássicos são colocados em árvores filogenéticas dentro do género ou são mesmo não monofiléticos. O género Trichomanes s. l. é constituído por oito géneros monofiléticos.
As espécies da família Hymenophyllaceae desenvolvem-se em regiões temperadas, subtropicais e tropicais do Velho e do Novo Mundo. Na China, existem sete géneros com cerca de 50 espécies, 6 das quais são ali endemismos. Na Europa do Norte e Central, existem apenas duas espécies da família Hymenophyllaceae:
- Hymenophyllum tunbrigense (L.) Smith — na Europa Central, ocorre apenas nas Ilhas Britânicas, na Alsácia, no Luxemburgo (Pequena Suíça luxemburguesa).[13][26]
- Vandenboschia speciosa (sin.: Trichomanes speciosum) Willd.) — na verdade, trata-se de uma espécie com uma distribuição mais atlântica, que só ocorre na Alemanha como um gametófito relativamente discreto, semelhante a uma alga.[13][14][26]

Existem cerca de nove géneros na família Hymenophyllaceae com cerca de 600 espécies:
- Abrodictyum C.Presl (sin.: Macroglena (C.Presl) Copel., Selenodesmium (Prantl) Copel., Trichomanes subg. Macroglena C.Presl, Trichomanes sect. Selenodesmium Prantl):[27] As cerca de dez espécies desenvolvem-se nas regiões subtropicais e tropicais da Ásia até à Oceânia. Existem três espécies na China.[25]
- Callistopteris Copel.: As cerca de cinco espécies ocorrem desde a Malésia até à região ocidental do Pacífico. Existem dados de localidade para a Malásia, Sumatra, Polinésia e Austrália. Existe uma espécie na China.[25]
- Cephalomanes C.Presl: As cerca de dez espécies encontram-se desde a Índia até à Malásia e à Polinésia. Existe uma espécie na China.[25]
- Crepidomanes (C.Presl) C.Presl (sin.: Crepidophyllum C.F.Reed non Herzog, Crepidopteris Copel., Gonocormus Bosch, Nesopteris Copel., Reediella Pichi Sermolli): As cerca de 30 espécies[27] desenvolvem-se nas regiões tropicais do Velho Mundo e nas regiões subtropicais desde África até Japão e Polinésia. Existem cerca de onze espécies na China.[25]
- Didymoglossum Desv.: As 19 a 30[27] espécies estão distribuídas nos Neotrópicos e nos trópicos desde África até ao Sri Lanka. Existem cerca de cinco espécies na China.[25]
- Didymoglossum Desv.: As 19 a 30[27] espécies estão distribuídas nos Neotrópicos e nos trópicos desde África até ao Sri Lanka. Existem cerca de cinco espécies na China.[25]
- Hymenophyllum Sm.,[28] (sin.: Mecodium C.Presl ex Copel., Meringium C.Presl, Microtrichomanes (Mettenius) Copel., Pleuromanes C.Presl, Trichomanes sect. Microtrichomanes Mettenius): As 130 a 250 espécies em cerca de dez subgéneros prosperam de áreas temperadas a subtropicais e tropicais em quase todo o mundo.[27]Existem cerca de 22 espécies na China, quatro delas endemismos.[25][29] O género também inclui:
  - Hymenophyllum tunbrigense (L.) Sm.
- Polyphlebium Copel.: A partir de 2006, cerca de 15 espécies ocorrem em zonas temperadas e florestas de montanha a baixas altitudes no hemisfério sul.[27]
- Trichomanes L.[28] Desde 2006, as mais de 60[27] a 250[25] (anteriormente até 310[29]) espécies em três subgéneros estão distribuídas nas áreas temperadas a tropicais de quase todo o mundo.
- Vandenboschia Copel.:[27] As cerca de 35 espécies ocorrem desde os subtrópicos até aos trópicos em quase todo o mundo. Existem cerca de sete espécies na China, duas das quais endemismos.[25] Entre elas:
  - Vandenboschia speciosa (Willd.) G.Kunkel

Em resumo, na sua presente circunscrição taxonómica, a família inclui as seguintes subfamílias, géneros e subgéneros: 
- Hymenophylloideae (o clado "himenofiloide"):
  - Hymenophyllum Sm. 1793 – cerca de 250 espécies; dos trópicos até às regiões temperadas;
    - subg. Hymenophyllum  - cerca de 100 espécies
    - subg. Sphaerocionium (C.Presl) C.Chr. 1934 - cerca de 70 espécies
    - subg. Mecodium C.Presl ex Copel. 1937 - mais de 35 espécies
    - subg. Globosa (Prantl) Ebihara & K.Iwats. 2006 - cerca de 25 espécies
    - subg. Pleuromanes (C.Presl) Ebihara & K.Iwats. 2006 - 5 espécies
    - subg. Myrmecostylum (C.Presl) Ebihara & K. Iwats. 2006 - pelo menos 8 espécies
    - subg. Hymenoglossum (C.Presl) R.M.Tryon & A.F.Tryon 1981 - pelo menos 3 espécies
    - subg. Fuciformia Ebihara & K.Iwats. 2006 - 2 espécies
    - subg. Diploöphyllum (Bosch) Ebihara & K.Iwats. 2006 - 1 espécie
    - subg. Cardiomanes (C. Presl) Ebihara & K.Iwats. 2006 - 1 espécie
- Trichomanoideae (o clado "tricomanoide"; por vezes todos incluídos num único género amplo Trichomanes com cerca de 400 espécies):
  - Didymoglossum Desv. 1827 - mais de 30 espécies; distribuído pelos trópicos;
    - subg. Didymoglossum  - mais de 20 espécies
    - subg. Microgonium (C.Presl) Ebihara & K.Iwats. 2006 - mais de 10 espécies

  - Crepidomanes (C.Presl) C.Presl 1849 - mais de 30 espécies; distribuído pelos trópicos do Velho Mundo e pelas regiões temperadas do Hemisfério Norte;
    - subg. Crepidomanes 
    - subg. Nesopteris (Copel.) Ebihara & K.Iwats. 2006

  - Polyphlebium Copel. 1938 - cerca de 15 espécies distribuída em regiões do Hemisfério Sul e em florestas de montanha de baixa altitude;
  - Vandenboschia Copel. 1938 - mais de 15 espécies; distribuído pelos trópicos e regiões temperadas do Hemisfério Norte;
    - subg. Vandenboschia  - mais de 15 espécies
    - subg. Lacosteopsis (Prantl) Ebihara & K.Iwats. 2006 - pelo menos 2 espécies

  - Abrodictyum C.Presl 1843 - cerca de 25 espécies; nos trópicos
    - subg. Abrodictyum  - cerca de 15 espécies
    - subg. Pachychaetum (C.Presl) Ebihara & K.Iwats. 2006 - mais de 10 espécies

  - Trichomanes L. 1753 - mais de 60 espécies; presente nos neotrópicos e com uma espécie no continente africano;
    - subg. Afrotrichomanes Dubuisson & Ebihara 2021
    - subg. Davalliopsis (Bosch) Ebihara & K.Iwats. 2006 - pelo menos 1 espécie
    - subg. Feea (Bory) Hook. 1844 - mais de 5 espécies
    - subg. Lacostea (Bosch) C. Chr. 1906 - mais de 4 espécies
    - subg. Trichomanes  - mais de 30 espécies

  - Cephalomanes C.Presl 1843 - cerca de 4 espécies; nos paleotrópicos (Ásia e Pacífico)
  - Callistopteris Copel. 1938 - cerca de 5 espécies; nos paleotrópicos (Ásia e Pacífico)

## Usos
Os pteridófitos da família Hymenophyllaceae (única da ordem monotípica Hymenophyllales) apresentam uma importância económica muito restrita. Algumas poucas espécies do género Trichomanes são cultivadas para ornamentação.

## Ocorrência no Brasil
A família Hymenophyllaceae integra nove géneros, com distribuição natural nas regiões neotropicais e tropicais, expandindo-se também para a Ásia e África.
Estima-se que no Brasil a família Hymenophyllaceae possua 88 espécies, sendo 32 somente do género Hymenophyllum (32 das 250 de todo o mundo), o qual, em território brasileiro, apresenta os subgêneros Hymenophyllum, Mecodium, Globosa, Hymenoglossum, Myrmecostylum e Sphaerocionium. Essas samambaias espalham-se por todas as formações de florestas, diversificando predominantemente na Amazônia e na Mata Atlântica. As espécies presentes no Brasil são as seguintes:
Espécies do género Hymenophyllum
- Hymenophyllum abruptum
- Hymenophyllum fucoides[31]
- Hymenophyllum undulatum
- Subgénero Sphaerocionium:[32]
  - Hymenophyllum crispum
  - Hymenophyllum delicatul
  - Hymenophyllum fragile
  - Hymenophyllum glaziovii
  - Hymenophyllum elegans
  - Hymenophyllum hirsutum
  - Hymenophyllum microcarpum
  - Hymenophyllum  plumosum
  - Hymenophyllum pulchellum
  - Hymenophyllum rufum
  - Hymenophyllum trapezoidale
  - Hymenophyllum trichophyllum
  - Hymenophyllum venustum
  - Hymenophyllum vestitum
- Subgénero Mecodium[33]
  - Hymenophyllum axillare
  - Hymenophyllum fendlerianum
  - Hymenophyllum polyanthos
  - Hymenophyllum viridissimum
- Subgénero Hymenophyllum[33]
  - Hymenophyllum fucoides
  - Hymenophyllum megachilum
- Subgénero Globosa[33]
  - Hymenophyllum caldiculatum
- Subgénero Hymenoglossum[33]
  - Hymenophyllum asplenioides
- Subgénero Myrmecostylum[33]
  - Hymenophyllum magellanicum

Espécies do género Trichomanes
- Trichomanes nummularium
- Trichomanes hymenoides
- Trichomanes sprucei
- Trichomanes radicans
- Trichomanes polypodioides
- Trichomanes pedicellatum
- Trichomanes ankersii
- Trichomanes arbuscula
- Trichomanes vittaria
- Trichomanes pinnatum
- Trichomanes hostmannianum
- Trichomanes spruceanum
- Trichomanes trollii
- Trichomanes humboldtii
- Trichomanes  martiusii
- Trichomanes pellucens
- Trichomanes vandenboschii
- Trichomanes  accedens
- Trichomanes  pilosum
- Trichomanes  cristatum
- Trichomanes crispum[35]
- Trichomanes rigidum
- Trichomanes anadrosum[36]

Espécies do género Polyphlebium
- Polyphlebium diaphanum
- Polyphlebium pyxidiferum[31]
- Polyphlebium angustatum

Espécies do género Didymoglossum
- Didymoglossum ekmanii
- Didymoglossum kapplerianum
- Didymoglossum pinnatinervium
- Didymoglossum krasuii
- Didymoglossum angustifrons
- Didymoglossum punctatum
- Didymoglossum ovale[31]
- Didymoglossum reptans
- Didymoglossum hymenoides

Espécies do género Vandenboschia
- Vandenboschia radicans[37]
- Vandenboschia rupestre[31]

Espécies do género Abrodictyum
- Abrodictyum rigidum[31]